# Lijst van rijksmonumenten in Eijsden
De plaats Eijsden telt 46 inschrijvingen in het rijksmonumentenregister. Hieronder een overzicht.
| Object | Oorspronkelijke functie?  | Bouwjaar                                                           | Architect                     | Locatie                       | Coördinaten?                  | Nr.?   | Afbeelding |
| --- | ------------------------- | ------------------------------------------------------------------ | ----------------------------- | ----------------------------- | ----------------------------- | ------ | --- |
| Huis van baksteen met wolfdak | Woonhuis                  | tweede helft 17e eeuw - tweede helft 18e eeuw                      |                               | Bat 3                         | 50° 46' 38" NB, 5° 41' 60" OL | 15443  | Meer afbeeldingen |
| Huis van baksteen onder wolfdak | Woonhuis                  | tweede helft 17e eeuw - tweede helft 18e eeuw                      |                               | Bat 4                         | 50° 46' 38" NB, 5° 41' 59" OL | 15444  | Meer afbeeldingen |
| Voormalig Veerhuis | Woonhuis                  | tweede helft 18e eeuw                                              |                               | Bat 7                         | 50° 46' 36" NB, 5° 41' 59" OL | 15446  | Meer afbeeldingen |
| Woonhuis met gevels van baksteen en horizontale mergelbanden; hardstenen kruiskozijnen en deuromlijstingen                                                                  | Woonhuis                  | 17e eeuw                                                           |                               | Bat 8                         | 50° 46' 36" NB, 5° 42' 0" OL  | 15447  | Woonhuis met gevels van baksteen en horizontale mergelbanden; hardstenen kruiskozijnen en deuromlijstingen                              |
| Huis met puntgevel aan de straat | Woonhuis                  | tweede helft 19e eeuw                                              |                               | Sint Christinastraat 2        | 50° 46' 39" NB, 5° 42' 4" OL  | 15448  | Meer afbeeldingen |
| Pand met verdieping, op rechthoekige plattegrond en onder met blauwe Hollandse pannen gedekt zadeldak tussen puntgevels met vlechtingen                                     | Woonhuis                  | 1662 (jaartalankers)                                               |                               | Diepstraat bij 23             | 50° 46' 31" NB, 5° 42' 10" OL | 15449  | Pand met verdieping, op rechthoekige plattegrond en onder met blauwe Hollandse pannen gedekt zadeldak tussen puntgevels met vlechtingen |
| Synagoge | Kerk en kerkonderdeel     | 18e eeuw                                                           |                               | Diepstraat 53                 | 50° 46' 32" NB, 5° 42' 5" OL  | 15450  | Meer afbeeldingen |
| Huis met mansardedak | Woonhuis                  | laatste helft 18e eeuw                                             |                               | Diepstraat 57                 | 50° 46' 32" NB, 5° 42' 5" OL  | 15451  | Huis met mansardedak |
| Huis met eenvoudige lijstgevel | Woonhuis                  | 19e eeuw                                                           |                               | Diepstraat 67                 | 50° 46' 33" NB, 5° 42' 2" OL  | 15452  | Meer afbeeldingen |
| Gepleisterd pand van baksteen en aan de achterzijde vakwerk | Woonhuis                  | 18e eeuw                                                           |                               | Diepstraat 69                 | 50° 46' 33" NB, 5° 42' 1" OL  | 15453  | Meer afbeeldingen |
| Gepleisterd pand van baksteen en aan de achterzijde vakwerk | Woonhuis                  | 18e eeuw                                                           |                               | Diepstraat 71                 | 50° 46' 33" NB, 5° 42' 1" OL  | 15454  | Meer afbeeldingen |
| Gepleisterd pand | Woonhuis                  | 17e eeuw en verder                                                 |                               | Diepstraat 73                 | 50° 46' 33" NB, 5° 42' 1" OL  | 15455  | Meer afbeeldingen |
| Pand onder een zadeldak met links aangrenzend huis | Woonhuis                  | 17e eeuw en verder                                                 |                               | Diepstraat 75                 | 50° 46' 33" NB, 5° 42' 0" OL  | 15456  | Meer afbeeldingen |
| Huis met hoog zadeldak, opgetrokken uit baksteen | Woonhuis                  | 1727 (ankers)                                                      |                               | Diepstraat 79                 | 50° 46' 32" NB, 5° 41' 59" OL | 15457  | Meer afbeeldingen |
| Herenhuis | Woonhuis                  | ca. 1700 (bouw) laatste kwart 18e eeuw (vergroot)                  |                               | Diepstraat 30                 | 50° 46' 33" NB, 5° 42' 4" OL  | 15458  | Meer afbeeldingen |
| Vakwerkhuis met verdieping onder zadeldak gedekt met pannen en met de nok evenwijdig aan de straat                                                                          | Woonhuis                  | vroeg 17e eeuw (kern)                                              |                               | Diepstraat 34                 | 50° 46' 33" NB, 5° 42' 3" OL  | 15459  | Meer afbeeldingen |
| Groot huis van baksteen; segmentboogingang en segmentboogbenedenvensters in Naamse steen. Links van het huis een koetspoort                                                 | Woonhuis                  | 1774 (koetspoort)                                                  |                               | Diepstraat 44                 | 50° 46' 34" NB, 5° 42' 1" OL  | 15460  | Meer afbeeldingen |
| Pastorie; huis van baksteen met zadeldak; lijstgevel met hoekblokken, segmentboogingang en -vensters in Naamse steen; gepleisterd. Twee dakkapellen                         | Woonhuis                  | tweede helft 18e eeuw                                              |                               | Kerkstraat 15                 | 50° 46' 36" NB, 5° 42' 10" OL | 15461  | Meer afbeeldingen |
| Voormalige boerderij; sterk gewijzigd en gepleisterd | Boerderij                 |                                                                    |                               | Kerkstraat 21                 | 50° 46' 35" NB, 5° 42' 10" OL | 15462  | Meer afbeeldingen |
| Gepleisterd huis | Woonhuis                  |                                                                    |                               | Kerkstraat 25                 | 50° 46' 34" NB, 5° 42' 10" OL | 15463  | Meer afbeeldingen |
| Huis met gepleisterde voorgevel; hoekblokken en segmentboogvensters in Naamse steen met oreillons en zware geprofileerde sluitstenen. Ingang met geprofileerde tussendorpel | Woonhuis                  | eerste helft 18e eeuw                                              |                               | Kerkstraat 27                 | 50° 46' 33" NB, 5° 42' 10" OL | 15464  | Meer afbeeldingen |
| Huis van breuksteen en baksteen | Woonhuis                  | 18e eeuw                                                           |                               | Kerkstraat 31                 | 50° 46' 33" NB, 5° 42' 9" OL  | 15465  | Meer afbeeldingen |
| Hoekhuis met segmentboogvenster in Naamse steen | Woonhuis                  | 19e eeuw                                                           |                               | Diepstraat 20                 | 50° 46' 32" NB, 5° 42' 9" OL  | 15466  | Meer afbeeldingen |
| Groot huis met mansardedak; thans gepleisterd en onderpui bedorven door inrichting als winkel                                                                               | Woonhuis                  | 19e eeuw                                                           |                               | Kerkstraat 6                  | 50° 46' 36" NB, 5° 42' 9" OL  | 15467  | Meer afbeeldingen |
| Groot hoekhuis met mansardedak; geblokte hoekpilasters en rechthoekige ingangs- en vensteromlijsting van Naamse steen                                                       | Woonhuis                  | eerste kwart 19e eeuw                                              |                               | Kerkstraat 20                 | 50° 46' 33" NB, 5° 42' 8" OL  | 15468  | Meer afbeeldingen |
| Pand van baksteen onder een mansardedak | Woonhuis                  | eerste kwart 19e eeuw                                              |                               | Mariaplein 1                  | 50° 46' 39" NB, 5° 42' 1" OL  | 15469  | Meer afbeeldingen |
| Pand van baksteen onder een mansardedak | Woonhuis                  | eerste kwart 19e eeuw                                              |                               | Mariaplein 2                  | 50° 46' 39" NB, 5° 42' 1" OL  | 15470  | Meer afbeeldingen |
| Bakstenen huis met brede topgevel aan de voorzijde | Woonhuis                  | ca. 1800                                                           |                               | Spauwenstraat 1               | 50° 46' 38" NB, 5° 42' 3" OL  | 15473  | Meer afbeeldingen |
| Huis, gedeeltelijk met speklagen | Woonhuis                  | tweede helft 17e eeuw                                              |                               | Spauwenstraat 2               | 50° 46' 37" NB, 5° 42' 2" OL  | 15474  | Meer afbeeldingen |
| Huis, gedeeltelijk met speklagen | Woonhuis                  | tweede helft 17e eeuw                                              |                               | Spauwenstraat 4               | 50° 46' 37" NB, 5° 42' 2" OL  | 15475  | Meer afbeeldingen |
| Hoek Trichterweg. Huis met zadeldak. Zijgevel van vakwerk. Inwendig laatgotische schouw                                                                                     | Woonhuis                  | 1609                                                               |                               | Spriemenstraat 8              | 50° 46' 42" NB, 5° 42' 4" OL  | 15476  | Meer afbeeldingen |
| Huis van baksteen met topgevel aan de straat. Segmentboogingang en- vensters in Naamse steen                                                                                | Woonhuis                  | tweede helft 18e eeuw                                              |                               | Vogelzang 9                   | 50° 46' 40" NB, 5° 42' 4" OL  | 15477  | Meer afbeeldingen |
| Woning van baksteen met nog gedeelte van breuksteen. Nieuwe topgevel aangebracht met modern raam                                                                            | Woonhuis                  | 1858                                                               |                               | Vogelzang 17                  | 50° 46' 39" NB, 5° 42' 3" OL  | 15478  | Meer afbeeldingen |
| Hoeve van baksteen om gesloten binnenplaats. Aan de straat een puntgevel en een muur met poortje en inrijpoort. Segmentboogvenster in Naamse steen                          | Boerderij                 | tweede helft 18e eeuw                                              |                               | Vroenhof 5                    | 50° 46' 41" NB, 5° 42' 7" OL  | 15479  | Meer afbeeldingen |
| Groot bakstenen huis met mansardedak. Zeer brede voorgevel, voorgevel voorzien van rechthoekige vensteromlijstingen van Naamse steen en links een ellipsboogpoort           | Woonhuis                  | eerste helft 19e eeuw                                              |                               | Vroenhof 6                    | 50° 46' 41" NB, 5° 42' 6" OL  | 15480  | Meer afbeeldingen |
| Bakstenen huis met puntgevel aan de voorzijde, gepleisterd | Woonhuis                  | 19e eeuw                                                           |                               | Vroenhof 8                    | 50° 46' 40" NB, 5° 42' 6" OL  | 15481  | Meer afbeeldingen |
| Sint-Christinakerk | Kerk en kerkonderdeel     | 14e eeuw (toren)                                                   |                               | Vroenhof 13                   | 50° 46' 38" NB, 5° 42' 6" OL  | 15482  | Meer afbeeldingen |
| Bakstenen huis. Aan de achterzijde (Constantsteeg) dubbele galerij met vier herbezigde zandstenen zuilen met wapens. Poortvleugel met resten van vakwerk                    | Woonhuis                  | tweede kwart 18e eeuw (huis) 1847 (zuilen) 17e eeuw (poortvleugel) |                               | Vroenhof 14                   | 50° 46' 38" NB, 5° 42' 10" OL | 15483  | Meer afbeeldingen |
| Bakstenen huis met in de brede gepleisterde voorgevel segmentboogvensters en -ingang in Naamse steen                                                                        | Woonhuis                  | 18e eeuw                                                           |                               | Vroenhof 17                   | 50° 46' 39" NB, 5° 42' 10" OL | 15484  | Meer afbeeldingen |
| Bakstenen huis met gepleisterde voorgevel | Woonhuis                  | 19e eeuw                                                           |                               | Vroenhof 18                   | 50° 46' 39" NB, 5° 42' 10" OL | 15485  | Meer afbeeldingen |
| Hoofdgebouw en park van het Ursulinenklooster | Klooster, kloosteronderdl | ca. 1900                                                           |                               | Breusterstraat 27             | 50° 46' 41" NB, 5° 42' 22" OL | 15486  | Meer afbeeldingen |
| Sint-Martinuskerk | Kerk en kerkonderdeel     | 14e eeuw en later                                                  |                               | Kerkpad 1                     | 50° 46' 43" NB, 5° 42' 37" OL | 15487  | Meer afbeeldingen |
| Villa met elementen van het eclecticisme | Woonhuis                  | 1905                                                               | Jolissen                      | Prins Hendrikstraat 27        | 50° 46' 28" NB, 5° 42' 38" OL | 499004 | Meer afbeeldingen |
| Villa in een eclectische bouwstijl | Woonhuis                  | 1905                                                               |                               | Prins Hendrikstraat 29        | 50° 46' 27" NB, 5° 42' 38" OL | 499010 | Meer afbeeldingen |
| Kantoorgebouw in traditionele bouwstijl | Handel en kantoor         | 1928                                                               | V.F. Marres en W.J. Sandhövel | Ingenieur Rocourstraat bij 28 | 50° 46' 12" NB, 5° 42' 49" OL | 499016 | Meer afbeeldingen |
| Hervormde Kerk | Kerk en kerkonderdeel     | 1906                                                               |                               | Wilhelminastraat 1            | 50° 46' 30" NB, 5° 42' 14" OL | 499028 | Meer afbeeldingen |